# Stefan Tadeusz Studniarski
Stefan Tadeusz Studniarski herbu Pobóg (ur. 16 kwietnia 1868 w Szamotułach, zm. 24 marca 1942 w Grzegorzewicach) – polski inżynier leśnik, nadleśniczy, ekonomista, profesor Uniwersytetu Poznańskiego.

## Życiorys
Urodził się w Szamotułach w rodzinie Feliksa Studniarskiego i Antoniny z Chosłowskich. Był bratankiem Wincentego oraz starszym bratem Jana. W 1886 zdał maturę w Gimnazjum św. Marii Magdaleny w Poznaniu do którego uczęszczał od 1877. W tym samym roku podjął studia medyczne we Wrocławiu, a następnie w Berlinie, z których zrezygnował na rzecz Akademii Leśnej w Tharandt. Po jej ukończeniu odbył podróż naukową po lasach Saksonii, Turyngii i Meklemburgii. Od 1894 pracował jako nadleśniczy w Kutach i Suchodole. W 1895 otrzymał dyplom inżyniera-leśnika w ministerstwie rolnictwa w Wiedniu. W 1905 w ministerstwie rolnictwa Austro-Węgier złożył drugi egzamin. W 1910 został inspektorem lasów w Dyrekcji Domen i Lasów Państwowych we Lwowie. W 1918 wrócił do Wielkopolski i piastował stanowisko nadleśniczego w nadleśnictwie w Oborniki. Od 1921 dawał wykłady na Uniwersytecie Poznańskim, a w 1923 został mianowany profesorem i objął nowo powstałą Katedrę Administracji i Rachunkowości Leśnej. W 1929 był członkiem komitetu Powszechnej Wystawy Krajowej i współorganizował jej Dział Leśnictwa. W latach 1931–1932 był dziekanem Wydziału Rolniczo-Leśnego. W 1937 został mianowany profesorem zwyczajnym nauk leśnych, w październiku tego roku przeszedł na emeryturę. Po wkroczeniu Niemców do Poznania został osadzony 15 listopada 1939 w obozie na Głównej. Został wysiedlony do Ostrowca Świętokrzyskiego a następnie do Grzegorzewic, gdzie zmarł 24 marca 1942. Pochowany został na lokalnym cmentarzu. 